# Marine Mammal Laboratory
Le Marine Mammal Laboratory, anciennement le National Marine Mammal Laboratory (NMML), est un laboratoire de recherche américain menant des recherches sur les mammifères marins sous la direction du National Marine Fisheries Service et du  National Oceanic and Atmospheric Administration.

## Situation géographique
Le laboratoire est basé à Seattle dans l'État de Washington aux États-Unis.

## Activités
Le Marine Mammal Laboratory concentre ses recherches dans les eaux côtières des États d'Alaska, de Washington, d'Oregon et de Californie. Il est structuré autour de programmes ciblant :
- les écosystèmes d'Alaska ;
- les écosystèmes polaires ;
- l'évaluation des cétacés et de l'écologie ;
- l'écosystème du courant de Californie.

Les activités de recherche incluent l'évaluation de la qualité et de la quantité des populations marines, et en particulier l'évaluation des tendances d'évolution de ces stocks. Pour ce faire, le laboratoire s'appuie sur les analyses télémétriques satellitaires et sur des analyses de terrains faites par avions ou par bateaux.